# ドナルドの物理教室
『ドナルドの物理教室』（ドナルドのぶつりきょうしつ、原題：Donald and the Wheel）は、ウォルト・ディズニー・プロダクション（現：ウォルト・ディズニー・カンパニー）が製作した1961年6月21日公開のアニメーション短編映画作品。ドナルドダック・シリーズの第128作である。またドナルドダックの短編映画がスクリーンで上映されたのは「ドナルドの不作法教室」と同じである。

## あらすじ
シルエット状の父子が輪っかから始まる物理の原理を原始人扮するドナルドに教えるのだが……。

## スタッフ
- 製作：ウォルト・ディズニー
- 監督：ハミルトン・ラスク
- 脚本：ビル・バーグ
- 音楽：バディー・ベイカー
- 原画：ハル・キング、レス・クラーク、フレッド・コピエッツ
- レイアウト：ドン・グリフィス

## キャスト
| キャラクター   | 原語版               |
| -------------- | -------------------- |
| ドナルドダック | クラレンス・ナッシュ |
| 父             | ?                    |
| 息子           | ?                    |

## 日本での公開
『ドナルド・ダックの発明王』と改題し、1975年7月19日公開の『プーさんと虎』と『くじらのウィリー』と共に同時上映された。

## 収録
- 『ドナルドダック・クロニクル Vol.4 限定保存版』（DVD、ウォルト・ディズニー・スタジオ・ジャパン）